# Степановка (Раздельнянский район)
Степа́новка (укр. Степанівка) — село в Раздельнянском районе Одесской области Украины. Расположено на берегу реки Кучурган на автодороге Р-33 Винница-Кучурган.
В Степановке располагаются вторые по значимости производственные мощности Одесского консервного завода детского питания.